# Centwine
Centwine (auch Centuuine, Centuwyne, Centwyn, Coentuuinus, Kentwine, Kentwyne; † nach 685) war von 676 bis um 685 König der Gewissæ, einer Volksgruppe, die im späten 7. Jahrhundert als „Westsachsen“ das angelsächsische Königreich Wessex bildete.

## Leben

### Familie
Centwine stammt aus dem Haus Wessex und gilt als Sohn des Cynegils († um 642). Er war mit einer namentlich nicht bekannten Schwägerin von König Ecgfrith von Northumbria verheiratet. Centwine war der Vater der Tochter Bugga. Möglicherweise waren Cynreow und Aldhelm seine Söhne. Michael Lapidge stellte die These auf, dass Dunne, die Mutter einer Bugga, mit Centwines Frau zu identifizieren sei. Diese These jedoch ist umstritten.

### Herrschaft

Lageplan der Königreiche und Stammesgebiete

Nach König Cenwalhs Tod im Jahr 672 begann eine politisch instabile Zeit. Beda Venerabilis berichtete, dass das Reich zwischen den Unterkönigen aufgeteilt wurde. Es erscheint wahrscheinlich, dass nach Cenwalhs Tod die „starke Hand“ eines dominanten Königs fehlte und das Reich während einer 10-jährigen Schwächephase in Unterreiche zerfiel.
Centwine bestieg 676 als Nachfolger von Æscwine den Thron.  Zu Northumbria, mit dessen Königshaus er verschwägert war, unterhielt Centwine, wie auch schon sein Bruder Cenwalh (642–672/673) und sein Vater Cynegils (611–um 642), gute Kontakte. Beda zufolge, der Centwine jedoch nicht erwähnte, wäre die Wiedervereinigung des Königreiches in Centwines Regierungszeit gefallen. In diesem Zusammenhang ist wohl auch die Verbannung seines Nachfolgers Caedwalla zu sehen. Baldred (fl. 681–693), ein Verwandter Centwines, scheint weiterhin als Unterkönig in Nordsomerset und Wiltshire geherrscht zu haben, während Cissa (fl.?–699?) „zur Zeit Centwines“ als regulus (Kleinkönig) in Wiltshire und Teilen von Berkshire geherrscht haben soll.
Die Angelsächsische Chronik berichtet von einer Schlacht gegen die Briten um das Jahr 682, in der Centwine seine Gegner „bis an das Meer“ zurücktrieb. Aldhelm überlieferte insgesamt drei siegreiche Schlachten, die zwar nicht lokalisiert werden konnten, jedoch auf die Fortführung der Expansion nach Südwesten hindeuten. Um 680 erstreckte sich das westsächsische Gebiet mindestens bis Exeter. Die im Tribal Hidage mit 100.000 hidas (Hufe) angegebene Größe von Wessex mag einem etwas späteren Stand entsprechen, doch herrschte Centwine sicherlich über eines der größten angelsächsischen Königreiche seiner Zeit. Des Weiteren lobte Aldhelm die „gerechte“ Herrschaft Centwines und dessen Landschenkungen an neu errichtete Kirchen. Eine Charta aus dem Jahr 682 beurkundet eine Landschenkung an Hæmgils, den Abt von Glastonbury Abbey.

### Abdankung und Tod
Unter den von Centwine geförderten Kirchen und Klostergründungen war vermutlich auch das unbekannte Kloster, in das er sich 685 als Mönch zurückzog. Es ist unbekannt, ob seine Abdankung von seinem Nachfolger Caedwalla erzwungen wurde oder freiwillig war. In letzterem Fall geschah dies wohl durch den Einfluss des Bischofs Wilfrid, der sich um 681 als Exilant für einige Zeit an Centwines Hof aufhielt.
Centwines Todesjahr ist unbekannt, doch war er zur Zeit des Königs Ine (688–726), als Aldhelm ein Gedicht für seine Tochter Bugga verfasste, bereits gestorben. Die Chronik von Glastonbury stellt Centwine als bedeutenden Förderer des Abtei dar und überliefert, dass er dort begraben sei.